# NGC 520
NGC 520 es el nombre de una galaxia irregular en la constelación de Piscis distante unos 100 millones de años luz de la Tierra, de magnitud aparente 12,2. Descubierto el 13 de diciembre de 1784 por William Herschel, inicialmente se consideró una galaxia explotando. Hoy se considera que son dos galaxias, posiblemente espirales, muy próximas entre sí, interactuando y posiblemente en colisión, vistas de lado.
Los rasgos atípicos que se observan son el resultado de las interacciones gravitatorias que han privado a ambas galaxias de su forma original. Una teoría sugiere que las dos galaxias están fusionándose en una única galaxia elíptica.
Esta colisión nos podría estar dando una idea de lo que podría suceder con nuestra propia galaxia dentro de unos cinco mil millones de años, cuando la galaxia de Andrómeda choque con la Vía Láctea.
Existen indicios de formación estelar dentro de la galaxia, que puede haberse acentuado durante el transcurso de la colisión.